# Pycnopsyche luculenta
Pycnopsyche luculenta là một loài Trichoptera trong họ Limnephilidae. Chúng phân bố ở miền Tân bắc.